# Court and Spark
《Court and Spark》는 캐나다의 싱어송라이터 조니 미첼의 여섯 번째 스튜디오 음반이다. 그것은 즉각적인 상업적이고 비판적인 성공이었고 그녀의 가장 성공적인 음반으로 남아있다. 1974년 1월에 발매된 이 음반은 팝으로 묘사되어 왔지만, 또한 그녀가 이전 5개의 음반을 통해 발전시킨 미첼의 포크 록 스타일에 재즈 변형을 주입했다.
미국에서 2위, 캐나다에서 1위에 올랐고, 마침내 미국 음반 산업 협회로부터 더블 플래티넘 인증을 받았는데, 이는 미첼의 경력 중 가장 높은 것이다. 이 음반은 또한 영국에서 톱 20에 올랐고 《패즈 & 잡》 비평가 여론 조사에서 1974년 올해의 최고의 음반으로 선정되었다. 2020년에는 《롤링 스톤》이 선정한 역사상 가장 위대한 음반 500장에 110위에 올랐다.

## 배경
미첼은 1973년 프로 생활에서 처음으로 새 음반을 발매하지 않았다. 그녀의 이전 작품인 《For the Roses》는 1972년 11월에 비평적이고 상업적인 성공을 거두었고, 미첼은 다음 해 내내 새로운 사운드, 특히 재즈에 대한 그녀의 증가하는 관심을 드러내는 새 음반을 쓰고 녹음하기로 결정했다. 1973년 동안 그녀의 무대 출연은 예년보다 적었다. 그녀는 4월에 조지 윌리엄스 경 대학교 강당에서 열린 자선 콘서트에서 공연을 했고, 8월에 닐 영과 함께 코랄 클럽에서 두 번 라이브로 다시 출연했다.

## 반응
| 전문가 평가                   | 전문가 평가 |
| 평가 점수                     | 평가 점수   |
| 출처                          | 점수        |
| ----------------------------- | ----------- |
| AllMusic                      | [ 3 ]       |
| Christgau's Record Guide      | A           |
| Encyclopedia of Popular Music | [ 5 ]       |
| MusicHound                    | 5/5         |
| Pitchfork                     | 10/10       |
| Paul Roland                   | [ 8 ]       |
| The Rolling Stone Album Guide | [ 9 ]       |
| Slant Magazine                | [ 10 ]      |
| Martin C. Strong              | 9/10        |

1974년 1월에 발매된 《Court and Spark》는 평단의 폭넓은 찬사와 상업적 성공을 얻었다. 그 성공은 3월에 후속곡인 〈Help Me〉가 발표되었을 때 재확인되었다. 이 곡은 라디오 방송을 많이 받았고 6월 첫째 주 빌보드 핫 100에서 7위를 정점을 찍고 어덜트 컨템포러리 차트에서 1위에 오르며 미첼의 최초이자 유일한 《빌보드》 톱 10 싱글이 되었다.
《Court and Spark》는 빌보드 200 차트에서 2위를 정점으로 4주 동안 머물며 그해 큰 인기를 끌었다. 이 음반은 미국 《캐시박스》와 《레코드 월드》 차트에서 각각 1주일 동안 1위를 차지했다.
1979년 7월, 《롤링 스톤》에서 카메론 크로우와 인터뷰에서 미첼은 새로 완성한 《Court and Spark》를 밥 딜런에게 들려주며 그가 잠든 시간을 회상했다. 그녀는 나중에 딜런이 같은 자리에 있었던 레이블 사장 데이비드 게펀 앞에서 "귀여워 보이려고" 했을 것이라고 말했다.

## 곡 목록
모든 곡들은 특별한 언급이 없는 한 조니 미첼에 의해 작사/작곡하였다.
| #  | 제목                  | 재생 시간 |
| -- | --------------------- | --------- |
| 1. | 〈Court and Spark〉   | 2:46      |
| 2. | 〈Help Me〉           | 3:22      |
| 3. | 〈Free Man in Paris〉 | 3:02      |
| 4. | 〈People's Parties〉  | 2:15      |
| 5. | 〈Same Situation〉    | 2:57      |

| #  | 제목                     | 작사·작곡              | 재생 시간 |
| -- | ------------------------ | ---------------------- | --------- |
| 1. | 〈Car on a Hill〉        |                        | 3:02      |
| 2. | 〈Down to You〉          |                        | 5:38      |
| 3. | 〈Just Like This Train〉 |                        | 4:24      |
| 4. | 〈Raised on Robbery〉    |                        | 3:06      |
| 5. | 〈Trouble Child〉        |                        | 4:00      |
| 6. | 〈Twisted〉              | 애니 로스, 워델 그레이 | 2:21      |

## 인증
| 국가                       | 인증        | 판매량/출하량 |
| -------------------------- | ----------- | ------------- |
| 미국 (RIAA)                | 2× 플래티넘 | 2,000,000^    |
| ^출하량을 기반으로 한 인증 |             |               |